# ديك فاسيلكيف مايوليكا
ديك فاسيلكيف مايوليكا (بالأوكرانية: Півник васильківської майоліки)‏ هي قطعة زخرفية مكررة؛ أنتجها مصنع مايوليكا في فاسيلكيف، ابتكرها فاليري بروتورييف وناديا بروتوريفا. أصبح رمزًا للصمود خلال الغزو الروسي لأوكرانيا (2022م) بعد انتشار صورة لأحد المنازل في بوروديانكا: على الرغم من تدمير الشقة بالكامل تقريبًا، نجت خزانة المطبخ (المُعلقة) على الحائط. عند الفحص الدقيق، لوحظ وجود ديك ميوليكا مزخرف فوقه.

## التاريخ
أنتج الديك في مصنع مايوليكا في فاسيلكيف من أوائل الستينيات وحتى الثمانينيات.
بعد أن اشتهرت صورة الخزانة الباقية مع ديك من منزل مدمر في بوروديانكا في جميع أنحاء العالم، أصبحت وسائل الإعلام الأوكرانية والأشخاص على الشبكات الاجتماعية مهتمين بهذا العمل الفني. تم ملاحظة الخزانة وتصويرها بواسطة ييليزافيتا سيرفاتينسكا، ولفتت نائبة مجلس مدينة كييف فيكتوريا بوردوكوفا انتباه الجميع إلى الديك.
تم اصطحاب الديك مع مجلس الخزانة إلى معرض المتحف الوطني لثورة الكرامة.

## المبدعون

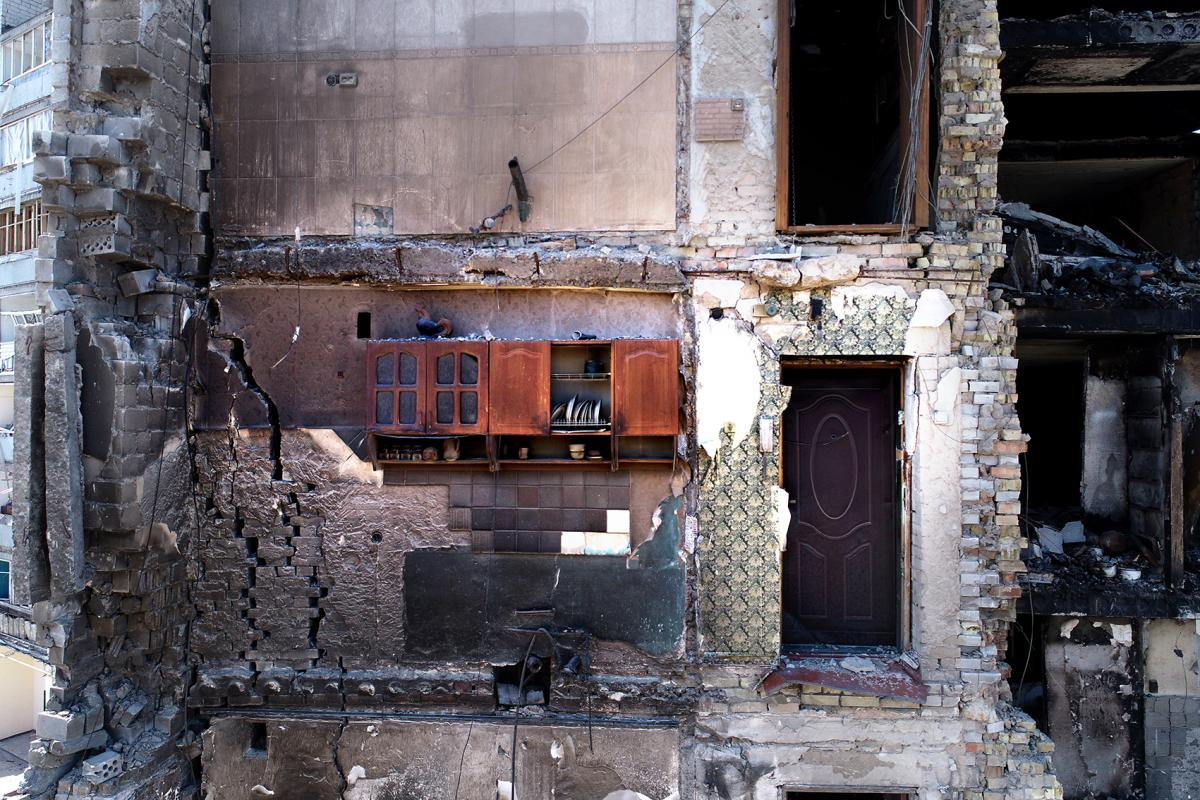
ديك خزفي على خزانة باقية في منزل مدمر، بوروديانكا، أبريل 2022م

نُسب العمل في البداية عن طريق الخطأ إلى بروكوب بيداسيوك.
يعتقد سيرهي دينيسينكو، كبير الفنانين في مصنع فاسيلكيف مايوليكا، أن مبدع الديك ينتمي إلى فاليري بروتورييف وزوجته ناديا.

## الرمز
أصبحت خزانة المطبخ ذات الديك، والتي نجت من القصف وبقيت على الحائط، رمزًا للثبات والمثابرة. ظهرت ميم: "كن قويًا مثل خزانة المطبخ هذه". كما تم ذكره كرمز للروح الأوكرانية التي لا تُقهر.
يظهر الديك في الرسوم التوضيحية لألكسندر جريكوف، وديما كوفالينكو، وإنزهير القط. يتم البحث عنه بنشاط في الأسواق المحلية عبر الإنترنت.
أصبح الديك أحد الموضوعات الشائعة في بيسانكي(بيض عيد الفصح)- على سبيل المثال، وضعه المصمم الليتواني لايموس كوديكيس على واحدة. أثناء زيارة رئيس الوزراء البريطاني بوريس جونسون إلى كييف في 9 أبريل 2022م، تم تزويده ورئيس أوكرانيا فولوديمير زيلينسكي بديوك خزفية مماثلة.